# Fuji-Klasse
Die Fuji-Klasse (japanisch 富士型戦艦 Fuji-gata senkan) war eine Klasse von zwei Schlachtschiffen der Kaiserlich Japanischen Marine, die von 1897 bis 1922 in Dienst standen.

## Geschichte
Zum Ende des 19. Jahrhunderts basierte die Strategie der Kaiserlich Japanischen Marine auf den Grundsätzen der französischen Jeune Ecole, die insbesondere vom Franzosen Emile Bertin formuliert und vertreten wurde. Nicht alle Führer der japanischen Marine waren von dieser Theorie überzeugt, aber es gab eine erhebliche Furcht in Japan seit der Beschaffung von europäischen Schlachtschiffen durch die chinesische Qing-Dynastie für ihre nördliche Flotte Anfang der 80er Jahre. Da Japan nicht die Fähigkeit hatte, derartige Schiffe selbst zu bauen, bestellte die japanische Marine zwei moderne Linienschiffe in Großbritannien.
Die japanische Regierung hatte Schwierigkeiten, die dafür notwendigen Mittel zu beschaffen. Der erste Versuch des japanischen Ministerpräsidenten Matsukata Masayoshi scheiterte 1891. Matsukata verfolgte die Idee weiter und löste nach einer erneuten Niederlage sein Kabinett auf. Sein Nachfolger, Ministerpräsident Itō Hirobumi, versuchte 1892 erneut die notwendigen Mittel zu erhalten, scheiterte aber gleichfalls. Dies führte zu einem ungewöhnlichen Eingriff des Kaisers Meiji in einer Erklärung vom 10. Februar 1893, in welcher der Kaiser die Finanzierung der beiden Linienschiffe aus seinen Mitteln durch Reduzierung der Ausgaben für den kaiserlichen Haushalt anbot und gleichzeitig anregte, dass alle Beschäftigten der Regierung einer Reduzierung ihrer Gehälter um zehn Prozent zustimmen sollten. Kurz nach dieser Erklärung bewilligte das Parlament die notwendigen Mittel.
Nach dem Ende des ersten Japanisch-Chinesischen Krieges (1894–1895) und der von Russland erzwungenen Rückgabe der Liaodong-Halbinsel an China begann Japan zur Vorbereitung eventueller weiterer Konflikte mit dem Aufbau einer schlagkräftigen Armee. Dazu verkündete Japan einen Zehn-Jahres-Plan zum Aufbau seiner Seestreitkräfte. Kern des Plans war der Bau von sechs Schlachtschiffen und sechs Panzerkreuzern. Alle sechs Linienschiffe wurden in Großbritannien bestellt. Die beiden Schiffe der Fuji-Klasse wurden die ersten Schiffe dieses Bauprogramms.

## Einheiten
| Name           | Bauwerft                                             | Kiellegung       | Stapellauf        | Indienststellung  | Verbleib                                                 |
| -------------- | ---------------------------------------------------- | ---------------- | ----------------- | ----------------- | -------------------------------------------------------- |
| Fuji (富士)    | Thames Ironworks and Shipbuilding Co., London        | 1. August 1894   | 31. März 1896     | 17. August 1897   | 1922 außer Dienst, Verwendung als Hulk, 1948 abgebrochen |
| Yashima (八島) | Armstrong, Mitchell and Company, Newcastle upon Tyne | 6. Dezember 1894 | 28. Dezember 1896 | 9. September 1897 | Am 15. Mai 1904 nach Minentreffer gesunken               |

## Technische Beschreibung

### Rumpf
Der Rumpf eines Schlachtschiffes der Fuji-Klasse wurde als Glattdecker und mit Rammbug ausgeführt. Er war 125,6 Meter lang, 22,34 Meter breit und hatte bei einer Verdrängung von 12.734 Tonnen einen Tiefgang von 8,11 Metern.

### Panzerung
Die beiden Schiffe waren mit Harveystahl stark gepanzert. Der Panzergürtel war 2,6 m hoch und bis 500 mm stark, wobei die Stärke an den Enden vor den Barbetten noch etwa 350 mm betrug. Über dem Hauptgürtel befand sich noch eine etwa 100 mm starke Panzerung.
Die Panzerung wurde durch etwa 3 m breite Kohlenbunker verstärkt, die auch durch ihre Unterteilung zusätzlichen Schutz nach einem Treffer boten.
Das Deck hatte eine Stärke von 65 bis 76 mm. Die nur schwach gepanzerten Enden sollten im Trefferfall notfalls geflutet werden.

### Antrieb
Der Antrieb erfolgte durch vierzehn kohlebefeuerte Dampferzeuger und zwei 3-Zyl.-Mehrfach-Expansionsmaschinen mit denen eine Gesamtleistung von 13.500 PS (9.929 kW) erreicht wurde. Diese gaben ihre Leistung an zwei Wellen mit je einer Schraube ab. Die Höchstgeschwindigkeit betrug 18,25 Knoten (34 km/h) und die maximale Fahrstrecke 4000 Seemeilen (7408 km) bei 10 Knoten, wofür maximal 1.200 Tonnen Kohle (normal 700 Tonnen) gebunkert werden konnten.

### Bewaffnung
Die Bewaffnung bestand aus vier 30,5-cm-Geschützen mit Kaliberlänge 40 Typ 41 und zehn 15,2-cm-Geschützen mit Kaliberlänge 40 Typ 41. Zusätzlich waren zur Bekämpfung von Torpedobooten 24 4,7-cm-Geschütze von Hotchkiss aufgestellt. Des Weiteren fünf Torpedorohre, vier unter Wasser, die Torpedos vom Typ Whitehead verwendeten.

## Besatzung
Die Besatzung hatte eine Stärke von 637 Offizieren, Unteroffizieren und Mannschaften.